# Pseudomacrocorupha wagneri
Pseudomacrocorupha wagneri är en insektsart som beskrevs av Frederick Arthur Godfrey Muir 1930. Pseudomacrocorupha wagneri ingår i släktet Pseudomacrocorupha och familjen sporrstritar. Inga underarter finns listade i Catalogue of Life.